# 纜線數據機
纜線數據機（英語：Cable modem），暱稱「可波魔電」，是一種利用有線電視同軸電纜提供雙向網際網路連線的數據機。是光學數據機的主要競爭者。

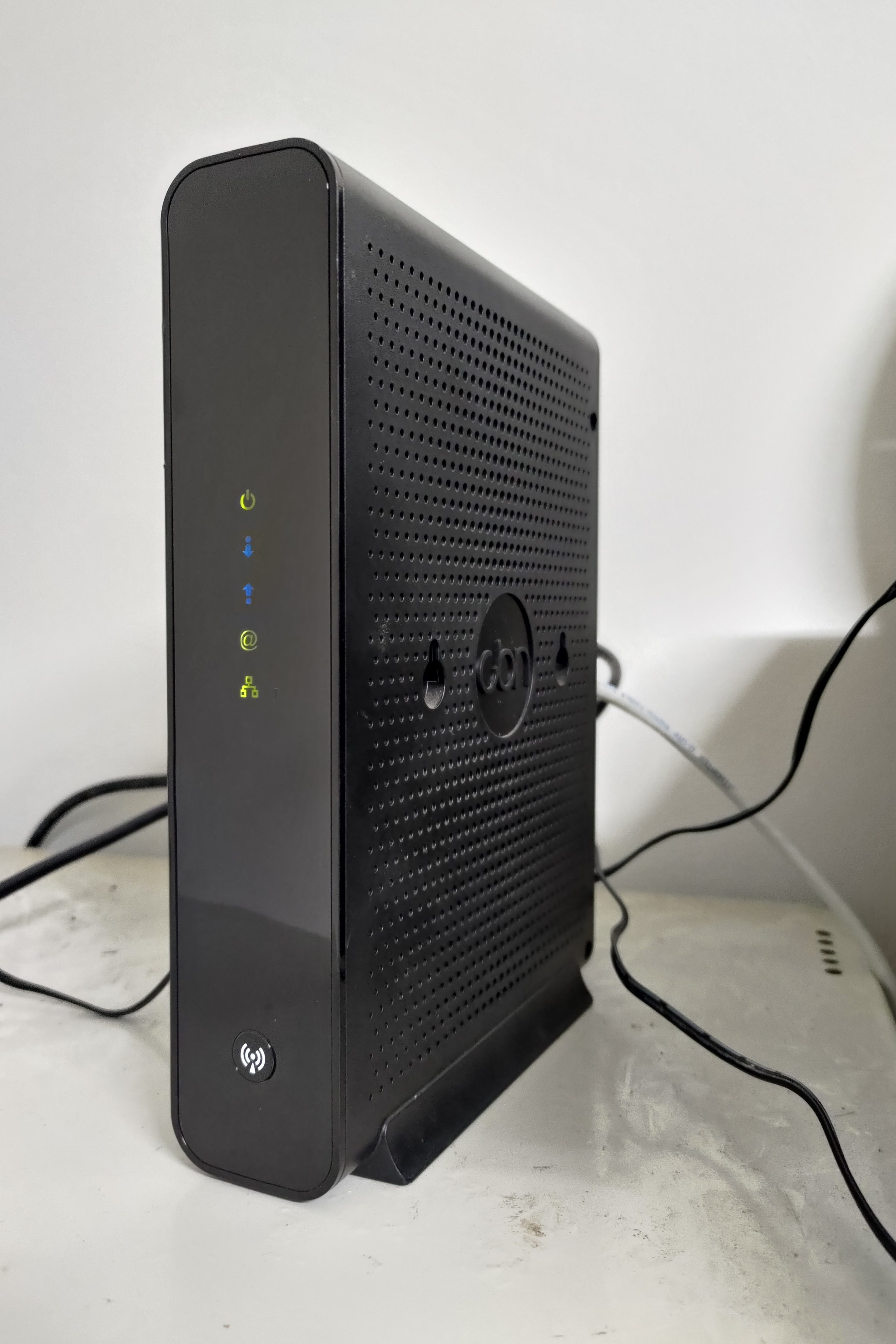
鋐寶科技CBN CG3368纜線數據機

## 簡介
由於高速寬頻網路興起，新型纜線數據機多採用混合光纖同軸網路和DOCSIS技術，可承載較傳統純銅線電纜更高的速率。